# Hipposideros durgadasi
Hipposideros durgadasi là một loài động vật có vú trong họ Dơi nếp mũi, bộ Dơi. Loài này được Khajuria mô tả năm 1970.